# Griébal
Griébal es una localidad  perteneciente al municipio de Aínsa-Sobrarbe, en la comarca del Sobrarbe en la  provincia de Huesca en  Aragón, España. Antiguamente tuvo ayuntamiento propio.
Situado en la ladera suroeste de la sierra de Gerbe a 726 m s. n. m. de altitud, y sobre el río La Nata, es una pequeña población constituida por 6 casas y dos barrios que formó parte del antiguo municipio Grebe-Griébal.
Está deshabitado actualmente y es utilizado como campamento juvenil por grupos scout, los cuales lo están recuperando. Entre sus edificaciones destacan sus dos iglesias, la antigua, del siglo XVI y alejada del pueblo, que se encuentra en ruinas, y la nueva, del siglo XVIII, en el centro del casco urbano.
Su fiesta es el 22 de enero en honor de San Vicente.
Estas fiestas fueron retomadas en 2022 por la organización del centro Scout, así realizando múltiples tradiciones, actividades y el primer concierto de Rock en Griébal, llevado a cabo por el grupo de música Yonkis del Recuerdo.

## Aproximación a Griébal
Los primeros datos documentados que se conocen actualmente acerca de la historia de Griébal datan del siglo XII, aunque excavaciones recientes en las ruinas fortificadas que coronan el monte pueden retrasar su origen en más de un siglo. Lo cierto es que en el 1100 se cita por primera vez en un documento del Monasterio de San Victorián este emplazamiento, al tratar acerca de la venta de unas casas. En 1103, el rey Pedro I de Aragón cede la villa de Griavalo con todos sus términos al Monasterio de San Victorián, al que sigue perteneciendo en 1495 y en 1566 según documentos que lo atestiguan. 
Desde entonces, su historia ha sufrido pocos cambios. En el siglo XIX, según el censo de Madoz de 1857, contaba con 48 habitantes en 6 casas.
Sería con la construcción del embalse de Mediano, cuando por vía expropiatoria pasó a ser propiedad del Estado español, siendo la Confederación Hidrográfica de Ebro, el organismo bajo cuya administración y custodia se encuentra.

## Geografía humana

### Demografía
| Gráfica de evolución demográfica de Gerbe y Griebal entre 1842 y 1960 |
| |
| Población de derecho según los censos de población del INE Población de hecho según los censos de población del INEEn este censo se denominaba Gerve y Griebal: 1842 Entre el censo de 1857 y el anterior, crece el término del municipio porque incorpora a 225014 (Arro) y 225038 (Banastón) Entre el censo de 1970 y el anterior, este municipio desaparece porque se integra en el municipio 22005 (Aínsa) |

## Patrimonio histórico
Del Griébal medieval queda, en el cercano monte de El Pueyo, la llamada iglesia Vieja, identificada como iglesia de San Vicente de Ierl, y que conserva la bóveda románica del s. XII. Más abajo se localizan tres torreones en piedra, de gran tamaño, aparentemente parte de las defensas del primitivo Griébal medieval. Los paralelos más cercanos a estas fortificaciones se encuentran en Cataluña en torno a los siglos IX y X, lo que nos situaría ante una de las más antiguas villas del Aragón medieval, en el momento de la fundación del condado del Sobrarbe. El pueblo de Griébal podría ser uno de los más antiguos del Sobrarbe, y su historia se funde con la del nacimiento del Reino de Aragón.
El llamado núcleo B en las fases de la rehabilitación, correspondería a una época de repoblación promovida hacia el siglo XVIII, como se observa en las portadas de las casas que lo componen, algunas portadoras de piedras blasonadas, hoy día lamentablemente expoliadas.

## Medio natural

### Morfología y geología
Si analizamos el "Mapa de Unidades Morfoestructurales del Pirineo Aragonés" de J.L. Peña, observamos que el Monte Griébal se localiza en lo que corresponde a la unidad "Relieves de Sobrarbe - Ribagorza". Estos relieves abarcan un amplio sinclinorio, enlace oriental del Sinclinal del Guarga con la Conca de Tremp - Isona (Lérida).
Geológicamente se le identifica con la cuenca de Graus, pero geomorfológicamente constituye un área de relieves monótonos ligados a la incisión de la red del Cinca-Esera-Isábena y de la Noguera Ribagorzana en los sedimentos eocenos y oligocenos de la cuenca de Graus-Tremp. Son sierras situadas al Este del anticlinal de Boltaña y limitadas por las Sierras Interiores, que en este sector descienden muy al Sur a partir de Peña Montañesa.
Los relieves más importantes corresponden a facies detríticas, como las Sierras de Campanué-Santa Liestra, Cagigar, y su prolongación Norte por las Sierras de Sis.
Dominan los relieves monoclinales de débiles buzamientos, con las únicas interrupciones de la salida triásica de Trillo y las serranías mesozoico-eocenas de la zona de Mediano. 
Nos encontramos en el Monte Griébal sobre terrenos del Paleoceno-Eoceno. En el Eoceno se acogen un Flysch de margas y areniscas calcáreas que marcan enormemente el paisaje, en gran parte se encuentran acarcavadas, formando zonas con una potencialidad erosiva muy grande.

### Vegetación, estado forestal y dinámica general
Los antiguos terrenos agrícolas, que fueron expropiados hace 25 años, fueron repoblados, casi en su totalidad, con Pinus nigra. Sólo una pequeña parte, aproximadamente 60 ha, fueron repobladas con Pinus pinea. La parte superior del monte sufrió un incendio, con lo que la masa natural de Pinus sylvestris desapareció (se efectuó una repoblación con pinos de esta especie en el año 1985).
En frondosas, la masa natural corresponde a Quercus faginea. Los aprovechamientos forestales se localizan en la zona ocupada por el pino silvestre.
Bajo la cubierta de quejigo o de pino se desarrollan como orla espinosa o sotobosque numerosas especies de porte arbustivo como enebros, sabinas, coscojas, rosales, etc.
La orientación del monte marca grandes diferencias en la vegetación: la solana y zonas más bajas, corresponden al Quercus faginea o quejigo, mientras que el Pinus sylvestris se circunscribe a las zonas más altas y umbrías. Destaca la presencia notable de algunos pies centenarios de Juniperus oxycedrus (enebros) próximos al torreón del S-XI, con diámetros superiores a los 30-35 cm ; aún se conservan como vestigios del pasado uso agrícola de estos terrenos, algunos olivos y almendros.
El estado general de la masa es bueno, el bosque natural de quejigo lo podemos considerar como etapa climácica para estas condiciones ecológicas. Las repoblaciones efectuadas hace 25 años han producido masas regulares de pinos que necesitan urgentemente la intervención humana, ya que a causa de la espesura, densidad, acumulación de materia orgánica, etc, son un peligro potencial como foco de plagas o de incendios forestales.
Las masas naturales de pinos se encuentran en la etapa inferior al óptimo de bosque denso, aunque algunos autores consideren al pino silvestre, en algunas zonas, como especie de clímax.
Cabe la posibilidad de regenerar bajo la cubierta de coníferas, especies nobles de frondosas, proceso que se está efectuando como parte de los trabajos forestales que se llevan a cabo en Griébal.

## Usos del suelo
Casi la totalidad del suelo es de uso forestal. Sólo las partes menos densas de arbolado y matorral pueden ser aprovechadas por el ganado vacuno de una forma extensiva. Tras el traspaso de la gestión de la población a movimiento scout, se han efectuado limpiezas y desbroces del terreno para dedicarlos a lugares de acampada y se contempla la habilitación de antiguos huertos y viveros de frutales y forestales.
El terreno dedicado a uso agrícola es inexistente, toda la superficie fue repoblada tras la expropiación, aún pueden, sin embargo identificarse los antiguos bancales en los que todavía sobreviven olivos y almendros, ya casi improductivos.

## Griébal, un reto para el escultismo

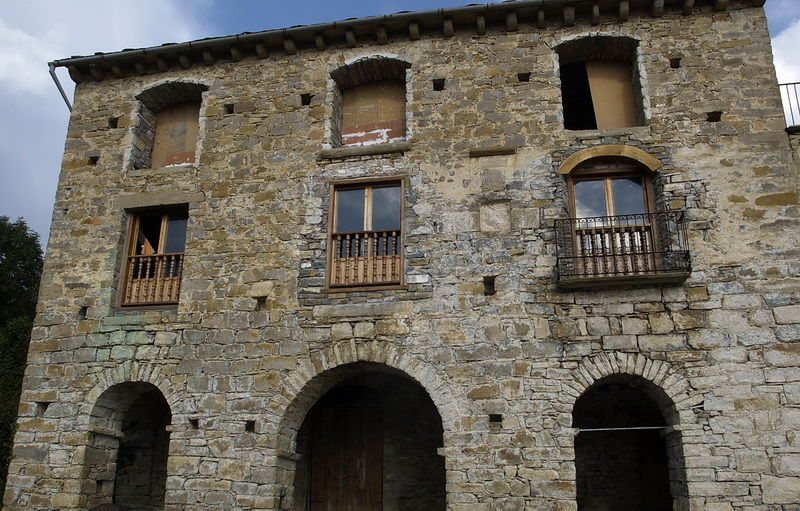
Edificio en fase de rehabilitación

En 1990 Griébal fue cedido por la Confederación Hidrográfica del Ebro a la asociación Scouts de Aragón para que hiciera uso del antiguo núcleo urbano y  sus alrededores, unas 700 ha, en sus actividades. La asociación Scouts de Aragón puso en marcha el llamado "Proyecto Griébal". El pueblo y terreno circundante es usado  campo de actividades del programa scout y como área de encuentro entre distintos colectivos de España y  Europa. A la vez que sirve como campo escuela para la formación de responsables y educadores scouts. 
Dentro de la actividad promovida por el " Proyecto griebal" se han  asentado  infraestructuras, rehabilitado casas dotándolas con las garantías mínimas, ampliado las zonas de acampada y consolidado el entorno natural.
La misión de Griébal, como sus coordinadores definen, es la de contribuir a la educación y al desarrollo integral de las personas, sobre todo en las etapas de la infancia, adolescencia y juventud, siempre desde valores scouts. Se pretende promover la Educación MedioAmbiental, la Cooperación Nacional e Internacional, la Igualdad y la Solidaridad, para construir un mundo mejor".